# Монумент Скотта
Монуме́нт Ско́тта (англ. Scott Monument) — неоготический памятник, посвящённый шотландскому писателю Вальтеру Скотту. Памятник находится в Эдинбурге на Принсес-стрит близ вокзала Эдинбург-Уэверли, названного в честь романа «Уэверли» Скотта.

## Характеристики
Общая высота монумента составляет 61,11 м. Монумент Скотта имеет несколько смотровых площадок, с которых открываются виды на центр Эдинбурга и его отдалённые районы. Самой высокой площадки можно достигнуть, пройдя 287 ступеней (по желанию выдается сертификат о восхождении наверх). На первом уровне находится экспозиция о Вальтере Скотте и его памятнике.
Монумент был построен из песчаника Бинни (Binny Sandstone), добываемого с конца XVIII века в Западном Лотиане. Особенностью этого песчаника является содержание в нём сланцевого масла, которое притягивает к поверхности камня пыль и копоть из атмосферы. Возможно, выбор строительного материала пал на Бинни благодаря этой его особенности, с помощью которой готический монумент быстро приобрел характерную естественную патину.
Монумент украшен 64 скульптурами, большинство которых являются героями произведений Скотта. В центре монумента установлена статуя писателя.

## История создания
Конкурс на лучший проект по созданию памятника Скотту был объявлен весной 1836 года, через четыре года после смерти писателя. На проект были выделены 5000 фунтов стерлингов, и обязательными условиями был готический стиль и возможность сделать статую частью монумента. Всего поступили 54 заявки, лучшим был признан проект Джорджа Мейкла Кемпа, скрывавшегося под псевдонимом Джон Морво.
Создание статуи Скотта было поручено скульптору Джону Стилу. Статуя выполнена из каррарского мрамора величиной в 2 раза больше человеческого роста и изображает сидящего Вальтера Скотта, отдыхающего от написания нового романа с пером в руке и собакой у его ног.
Первый камень был заложен 15 августа 1840 года (день рождения Скотта). Строительные работы начались в 1841 году и продолжались около четырёх лет. Архитектор не смог увидеть готовый монумент, поскольку утонул в Юнион-канале в марте 1844. В августе 1844 года сын Кемпа завершил строительство водружением крестоцвета. Официальное открытие монумента состоялось 15 августа 1846 года.
Расходы на строительство монумента составили 16 154 фунтов (эквивалентно примерно 712 000 фунтов в наше время). Сбор средств начался с пожертвования 500 фунтов пятью шотландскими банками и 1525 рублей (около 68 фунтов) банкирами из Санкт-Петербурга. Вильгельм IV предоставил 300 фунтов, остальные средства были собраны инициативными группами из Глазго, Перта и Селкёрка.

## Реставрация
Несмотря на то, что монумент был построен добротно, разрушений не удалось избежать. В 1950-х были отремонтированы некоторые башенки и установлен молниеотвод. Между 1968 и 1975 годами сильные ураганы расшатали железные крепления статуй. Также возникла потребность в очищении камня, ставшего чёрным от гари и пыли.
В 1990-х был разработан план очищения и реставрации монумента. Для этого были опробованы различные методы очистки. Абразивная обработка не подошла из-за разрушения структуры песчаника, делая его более восприимчивый к погодным условиям. Химическая очистка при помощи гидрофторида аммония очищала камень неоднородно и придавала ему ржавый красный цвет. В связи с непригодностью этих методов было решено вновь открыть карьер для добычи оригинального песчаника Бинни в Апхолле. Поврежденные участки монумента были заменены на идентичные детали из нового камня. Очистку всего монумента проводить не стали, чтобы не разрушать камень.
Реставрационные работы стоили около 2,36 миллиона фунтов стерлингов и были спонсированны фондами Heritage Lottery Fund и Historic Scotland, а также городским правлением. Первоначально планировалось продать объект частным инвесторам, но от этой идеи позже отказались.